# 鼓山輪渡站
鼓山輪渡站，也稱西子灣渡輪站或渡船頭，主要連結鼓山區與旗津區之間的交通往返，由高雄市輪船公司負責營運。

## 營運時間
| 平日（Weekday）  | 平日（Weekday）                                                   | 平日（Weekday）                                                   |  | 假日（Holiday）  | 假日（Holiday）                                                   | 假日（Holiday）                                                   |
| 時刻表 Timetable | 鼓山輪渡站 Gushan Ferry Pier                                      | 旗津輪渡站 Cijin Ferry Pier                                       |  | 時刻表 Timetable | 鼓山輪渡站 Gushan Ferry Pier                                      | 旗津輪渡站 Cijin Ferry Pier                                       |
| 05:00~06:00      | 05:15／05:45／06:05                                               | 05:00／05:30／06:00                                               |  | 05:00~06:00      | 05:15／05:45／06:05                                               | 05:00／05:30／06:00                                               |
| 06:20~08:30      | 平均每5~7分鐘一班船 A boat departs roughly every 5~7 minutes.     | 平均每5~7分鐘一班船 A boat departs roughly every 5~7 minutes.     |  | 06:00~08:20      | 平均每10~15分鐘一班船 A boat departs roughly every 10~15 minutes. | 平均每10~15分鐘一班船 A boat departs roughly every 10~15 minutes. |
| 08:30~09:50      | 平均每7~10分鐘一班船 A boat departs roughly every 7~10 minutes.   | 平均每7~10分鐘一班船 A boat departs roughly every 7~10 minutes.   |  | 08:20~12:20      | 平均每7~10分鐘一班船 A boat departs roughly every 7~10 minutes.   | 平均每7~10分鐘一班船 A boat departs roughly every 7~10 minutes.   |
| 09:50~16:10      | 平均每10~15分鐘一班船 A boat departs roughly every 10~15 minutes. | 平均每10~15分鐘一班船 A boat departs roughly every 10~15 minutes. |  | 12:20~19:40      | 平均每5~7分鐘一班船 A boat departs roughly every 5~7 minutes.     | 平均每5~7分鐘一班船 A boat departs roughly every 5~7 minutes.     |
| 16:10~20:00      | 平均每7~10分鐘一班船 A boat departs roughly every 7~10 minutes.   | 平均每7~10分鐘一班船 A boat departs roughly every 7~10 minutes.   |  | 19:40~21:00      | 平均每7~10分鐘一班船 A boat departs roughly every 7~10 minutes.   | 平均每7~10分鐘一班船 A boat departs roughly every 7~10 minutes.   |
| 20:00~23:55      | 平均每10~15分鐘一班船 A boat departs roughly every 10~15 minutes. | 平均每10~15分鐘一班船 A boat departs roughly every 10~15 minutes. |  | 21:00~23:55      | 平均每10~15分鐘一班船 A boat departs roughly every 10~15 minutes. | 平均每10~15分鐘一班船 A boat departs roughly every 10~15 minutes. |
| 23:55~02:00      | 24:00／00:30／01:00／01:30／02:00                                 | 00:15／00:45／01:15／01:45／02:00                                 |  | 23:55~02:00      | 24:00／00:30／01:00／01:30／02:00                                 | 00:15／00:45／01:15／01:45／02:00                                 |

- 船班時間會受場域、氣候、調度等影響，敬請見諒。

## 轉乘交通資訊

### 捷運
- 橘線西子灣站

### 輕軌
- 環狀輕軌哈瑪星站

### 公車
站牌名為《鼓山輪渡站》、《哨船頭》［需步行跨越一號船渠景觀橋搭乘］
| 高雄市區公車                             |                                                                  | |                                                                               | |
| 路線編號                                 | 起站                                                             | 經由 | 訖站                                                                          | 備註 |
| ５０ 五福幹線 50 Wufu Main Line          | 建軍站（捷運衛武營站） Jianjyun Station（MRT Weiwuying Station） | 國軍高雄總醫院（捷運衛武營站） 國立中山大學（隧道口） | 鼓山輪渡站 Gushan Ferry Pier                                                  | - 經捷運苓雅運動園區站、五塊厝站、城市光廊（中央公園站）、鹽埕埔站、哈瑪星站。 - 經輕軌凱旋公園站、大成街口（真愛碼頭站）、壽山公園站、哈瑪星站。 - 經中正高中（返程）、高雄高商、新興高中、高雄女中。 |
| ２１９                                   | 加昌站 Jiachang Station                                          | 豐穀宮（進學路口）（左營區公所） 左營南站 臺鐵鼓山站 輕軌鼓山區公所站（鼓山區公所） 國立中山大學（隧道口） 鼓山輪渡站                                                          | 捷運鹽埕埔站 MRT Yanchengpu Station                                           | - 經捷運楠梓科技園區站、油廠國小站、世運站、哈瑪星站。 - 經輕軌文武聖殿站（台電）、壽山公園站、哈瑪星站。 - 經國光中學、菜公路口（左營大路）（左營高中）、海青工商、鼓山高中。                         |
| ２４８                                   | 建軍站（捷運衛武營站） Jianjyun Station（MRT Weiwuying Station） | 國軍高雄總醫院（捷運衛武營站） ２４８ 新興區公所（捷運信義國小站） ２４８ 高雄車站（建國路） 中央健康保險署 高屏業務組 ２４８ 高雄市立歷史博物館 ２４８ 國立中山大學（隧道口） | 鼓山輪渡站 Gushan Ferry Pier                                                  | - 經捷運苓雅運動園區站、五塊厝站、文化中心站、信義國小站、前金站、哈瑪星站。 - 經輕軌凱旋公園站、駁二蓬萊站、哈瑪星站。 - 經中正高中、高雄高中。                                                       |
| ２４８ 區間 248 Interval                 | 高雄車站（建國路） TRA Kaohsiung Station（Jianguo Rd.）          | 國軍高雄總醫院（捷運衛武營站） ２４８ 新興區公所（捷運信義國小站） ２４８ 高雄車站（建國路） 中央健康保險署 高屏業務組 ２４８ 高雄市立歷史博物館 ２４８ 國立中山大學（隧道口） | 鼓山輪渡站 Gushan Ferry Pier                                                  | - 經捷運前金站、鹽埕埔站、哈瑪星。 - 經輕軌真愛碼頭站、駁二蓬萊站、哈瑪星站。 - 經高雄高中、高雄女中。                                                                                                 |
| 紅５２ Red 52                            | 臺鐵新左營站 TRA Xinzuoying Station                              | 臺鐵左營（舊城）車站 高雄市立美術館 高雄市立歷史博物館 哨船頭（鼓山輪渡站）［需步行跨越一號船渠景觀橋搭乘］                                                                    | 國立中山大學行政大樓 Administration Building, National Sun Yat-sen University | - 經捷運哈瑪星站。 - 經輕軌駁二蓬萊站、哈瑪星站。 - 經明誠中學。 |
| 橘１ Orange１ （原橘１C）                | 棧貳庫 Jhan-2 Warehouse                                          | 哨船頭（鼓山輪渡站）［需步行跨越一號船渠景觀橋搭乘］ 國立中山大學行政大樓 | 國立中山大學文學院 College Of Liberal Arts, National Sun Yat-sen University   | - 自 2025/02/03 起，行駛。 - 經哈瑪星站。 - 經輕軌哈瑪星站。 |
| 橘１延駛 Orange１Extend （原９９）       | 棧貳庫 Jhan-2 Warehouse                                          | 哨船頭（鼓山輪渡站）［需步行跨越一號船渠景觀橋搭乘］ 國立中山大學行政大樓 | 慈德堂 Cihde Temple                                                           | - 自 2025/02/03 起，行駛。 - 經哈瑪星站。 - 經輕軌哈瑪星站。 |
| 開頂雙層巴士(Open Top Double Decker Bus) |                                                                  | |                                                                               | |
| 路線編號                                 | 起站                                                             | 經由 | 訖站                                                                          | 備註 |
| 西子灣線 Siziwan Router                  | 愛之船國賓站 Love Boat Guobin Station                            | 鹽埕駁二藝術特區 西子灣（英國領事館官邸） 鼓山輪渡站 | 愛之船國賓站 Love Boat Guobin Station                                         | |

### 公共自行車
- 高雄市公共自行車租賃系統：
  - 一號船渠景觀橋：濱海二路12號旁人行道

## 歷史
在明清時代僅靠竹筏、舢舨撐度，時常發生意外，涉渡者須打鼓鳴鑼，焚燒紙錢以避災厄。1910年，打狗巡航船株式會社成立，採用石油發動機船載渡旅客。1912年由打狗內地人組合接辦經營，直到1920年由高雄街引繼經營權。1924年實施市制後，交由市役所收歸公營，成為市營公共事業之一。1954年先後建造了四艘鐵殼渡輪，取代了原有的木殼渡輪及汽艇，由於旗津區逐漸發展為觀光旅遊景點，1985年加以改建，以兩層式觀光渡輪航行往返於鼓山區和旗津區之間，目前每日有160個船班往返於旗津輪渡站，已成為高雄市重要的觀光旅遊航線。
- 渡船頭的前身
- 渡船頭附近舊照